# プランダラ
『プランダラ』（Plunderer）は、水無月すうによる日本の漫画作品。『月刊少年エース』（KADOKAWA）にて、2015年2月号（2014年12月26日発売）より2022年6月号（2022年4月26日発売）まで連載。2021年5月時点で累計発行部数は160万部を突破している。

## あらすじ

### 第1巻 - 第3巻
アルシア暦305年、撃墜王を探す旅を続けてきた陽菜は、ナナとリヒトー＝バッハに出会い、カウントについて知る。その後、陽菜は撃墜王を詐称する男との星奪戦によりカウントを失ったが、リヒトーに助けられる。その際リヒトーが「閃撃」の撃墜王であることが判明するも、「自分は君の探している撃墜王ではない」としてその場を立ち去った。
軍に指名手配されたリヒトーは、ホムホゥの街でジェイル=マードックとの戦闘になる。戦闘の最中にリィン=メイが崖から落下したことによってリヒトーはその場を逃走し、リィンはジェイルともにリヒトーを追うことになる。
その後、移動酒場に戻ったリヒトーと陽菜は、リヒトーを追ってきたジェイルと鉢合わせる。空を飛ぶという「アビスの悪魔」に対してリヒトーが質問を受けていると、アビスの悪魔と呼ばれるヘリコプターが現れた。ジェイルたちの協力によりアビスの悪魔を捉えるも、そこにリヒトーのかつての部下である「追撃」の撃墜王、園原水花と銃を持った部下が現れ、町の人々を皆殺しにしようとする。リヒトーはそれを止めたが暴走状態となってしまい、最終的にジェイルによって止められる。

### 第4巻 -
ジェイルはリヒトーたちをかくまっていたが、アビスの悪魔との戦闘時に議会（アルシング）に手を出したことが軍上層部に露呈し、ジェイルがリヒトーを連行しようとする。ナナはそれを止めるため、自身の能力によってジェイルや陽菜たちを過去へと飛ばす。
彼らが飛ばされた先は廃棄戦争前の日本。彼らは若き日のリヒトーこと坂井離人たちが通うことになる軍学校の眼の前に飛ばされ、そこに入学することとなる。

## 登場人物

### 主要人物
声の項はテレビアニメ版の声優。
リヒトー=バッハ / 坂井 離人（さかい りひと）
声 - 中島ヨシキ
本作の主人公。赤い目と白髪、奇妙なお面が特徴の剣士。カウントは女にふられた数でマイナスまで振り切れたカウントを持つ。
実は伝説の撃墜王の1人。「閃撃」の撃墜王。撃墜王の小隊の隊長。撃墜王時代に使っていた仮面は、軍学校の美術室にあったもの。
音速を超える速さで移動したり、常人では考えられない高度まで跳躍できる。
大太刀のバロットのカウントは通常時で5700だが、暴走時には10倍の57000まで上昇させている。暴走時には、「シュメルマンの殺意」に支配される。
廃棄戦争以前は黒髪が特徴の日本人であり、撃墜王の手術直後には髪色が変わり、時間をかけて容姿が変貌していった。昔から女の子好き。
離人の本当のバロットのカウントは「みんなの代わりに敵を殺した数」。アルシア王立国軍での階級は大佐だったが、後に特務のトップとして復帰した際に上級大将となる。
リヒトー=バッハというのはシュメルマンの養子になった時に改名した名前。
元々、軍人になるつもりはなく時風を連れ戻すために入校している。元々はストリートチルドレンで坂井家に引き取られた。
陽菜=ファロウ（ひな=ファロウ）
声 - 本泉莉奈
本作のメインヒロイン。髪は水色、毛先はピンクのグラデーション。健気でひたむきな少女。アビス送りになる直前の母の言葉に従い、オリジナルバロットを持って旅をしていた。カウントは母曰く「歩いた距離」。
何年も一人で旅をしてきたため、野生動物に襲われても軽々といなしており、食料にしている。
坂井時風と月菜=ファロウ（声 - 皆口裕子）の娘。陽菜というのは時風の愛刀（バロット）の名前。
時風の娘であるため、時風を殺したという罪悪感から「キミや月菜にとって憎むべき仇であって、君の英雄じゃない」「ボクは君の捜してる撃墜王じゃない」とリヒトーに突き放されるも、月菜の自分でリヒトーを選んだことを伝え、両想いになる。
ナナ＝バスーラ
声 - 伊藤静
銀髪に紫の目をした、移動酒場の店主。カウントは「客に美味いと言われた数」。
その正体はタイムトラベルの能力を有する最初の撃墜王であり、別名は「識撃」の撃墜王。他の撃墜王とは違い唯一、能力に回数制限がある。
過去でジェイルと出会った際には「7号被検体、通称『ナナ』」と名乗っている。リヒトーに一目惚れしており、「にぃに」と呼んで慕っていた。リヒトーのお嫁さんにしてもらおうと、女性らしさを磨いていった。
軍での階級は少佐。
リヒトーと2人で軍を脱走している。
物心がついたときにはストリートチルドレンだった。

### その他
ジェイル=マードック
声 - 梅原裕一郎
アルシア王立国軍の中尉であり、中隊 「ゲフェングニス」隊長。カウントは「信念を貫いた数」。元、孤児であり、アレクの養子。
悪人には軍人として最優先で直接制裁を下すことを信念としており、それを貫くためにあえて12500もあるバロットのカウントを偽装して昇進を遅らせている。さらに他にもバロットを所持しており、そちらのカウントは45000。
鉄を創り出す能力を持ち、壁や柱などの構造物、鎖などの戦闘に役立てるものだけでなく、遊具や工具などの幅広いものを創り出せる。
創り出した鉄は、本人が近くにいないと長くは持たず、自身の信念が揺らぐと硬度が低下する性質をもつ。
信念の1つに「嘘は決してつかない」、「真実は自分の目で確かめる」、「約束は違えない」などがある。
女性の裸を見て、鼻血を吹いて倒れるほど免疫がない。
アレクから爆撃の撃墜王を継承した。
リィン=メイ
声 - 小澤亜李
アルシア王立国軍の曹長。血液型はO型。スカートを長くするために昇進したがっている。
カウントは「人助けをした数」。
剣はからっきしで、代わりに樹木をへし折る威力をもつ足技を得意とする。
リヒトーのことが好き。
ペレ＝ポポロ
声 - 市川蒼
アルシア王立国軍の軍曹。「心撃」の撃墜王。「ッス」という語尾を使う。カウントは「相手を疑った数」。
銃への対処法や廃棄戦争以前の医療技術に精通するなど、一介の王立軍の人間とは異なる技術を有する。
リィンのことが好き。
園原 水花（そのはら みずか）
声 - 悠木碧
アルシア元帥府特別任務執行機関「特務部隊」の少佐。「追撃」の撃墜王の異名を持つ。過去に暴走したリヒトーによって左腕を斬られてしまい、義手のバロットを装着している。
リヒトーに近づくと星奪戦が始まってしまうためいつも遠くからスコープ越しにみんなの様子を見ている。
小学生のころからいじめられており、庇ってくれた離人の側にいたいがために軍人になろうとしている。
怖がりで人を殺せない優しい少女だったが、何者かに薬で無理やり力を引き出され「シュメルマンの殺意」に支配されていた。リヒトーとの星奪戦で暴走したリヒトーに敗れて正気を取り戻した。
カウントは「固執」。本来のバロットのカウントは16000であり、シュメルマンの殺意に支配されるカウントは32000。
アレクサンドロフ=グリゴローヴィッチ / アラン
声 - 東地宏樹
アルシア王立軍総司令。上級大将。ジェイルの養父。「爆撃」の撃墜王。顔に斜めに走る大きな傷跡がある。傷はロケットランチャーから教え子を守るために負ったもの。
状況を分析・判断する冷静さと、人懐こい陽気さを併せ持つ。グラビア雑誌を愛読している。
義理の息子のジェイルをジェル坊と呼んでいる。
アニメ版では「アレク」となっている。
300年前の階級は大尉。第13特設軍学校の教官。
元々、ロシア軍の将校であり、結婚して2人の子供もいたが妻には出ていかれている。2人の子供は、飢えに苦しむ住民が食料を奪うために殺されている。
爆撃の撃墜王のバロットを、ジェイルに譲っている。
坂井 時風（さかい ときかぜ）
声 - 石川界人
リヒトーの義兄弟（階級は中佐）。「瞬撃」の撃墜王。一人称は僕。軍学校のクラスは1-A。
陽菜の母、月菜=ファロウと婚約関係にあり、陽菜の実父。
地上でたくさんの子どもを育てている。地上で唯一の大人（ペルモを除く）。
軍人にならないといけない理由があり、その理由はおばあさんに腹一杯食べさせてあげたいというもの。
オリジナルバロットを奪取して、逃亡したが追っ手が差し向けられて、斬られている。
シュメルマン
声 - 関俊彦
王族直属のアルシア元帥府特別任務執行機関「特務部隊」の元帥。ニコラや水花の上司。
諜報、誘拐、暗殺などの特別命令を遂行する存在であり、彼らの存在は軍の上層部でも一部の者しか知らない。人に絵本を読み聞かせるのが好きで、子供に絵本を読んであげるのが夢だった。
300年前の階級は少佐であり、第13特設軍学校の学長。離人を高く評価しており、人を殺したくない彼に「殺さない軍隊」という道を示した。
生徒を撃墜王の実験体にすることを望まない優しい人物で、生徒たちからも尊敬されていた。
戦闘に長けており、剣術や徒手格闘で時風とジェイルを上回る。
バロットを使わずとも能力が使用できる稀有な存在。
ニコラ
声 - 遊佐浩二
ダビの取り巻きの一人。特務部隊の兵士。実はシュメルマンの直属の部下で、リヒトーを取り戻すため裏工作を行いリヒトーの暴走を企てた。別の顔に変装する能力を持っている。陽菜が持つバロットには興味がないためシュメルマンには報告はしてない。
ダビ
声 - 興津和幸
撃墜王（偽者）を名乗る軍人。
陽菜を騙してカウントを奪うが割って入ってきたリヒトーに敗れる。
300年前にシュメルマンらと行動しており、何者かに殺されている。
300年前の階級は少尉。
ペルモ
声 - 遠藤綾
自作の飛行機で空を飛ぼうとしている少女。カウントは「夢を叶えた数」。最初から10と少なかった上に失敗続きだったため、リヒトー達と出会った時点でカウントは1にまで減っていた。
リヒトーの協力で今までより高性能な飛行機を完成させるが、アルシアでは空を飛ぶ研究は法律で禁止されており、軍からの追求を逃れるためにリヒトーが飛行機を壊す。
その結果、カウントが0になりアビスに引きずり込まれた。しかし彼女は絶望せず、リヒトー達と再会できると信じて沈んでいった。
道安 武虎（どうあん ）
声 - 日野聡
過去では第13特設軍学校Cクラス所属。非常に粗暴な性格で、離人や時風とはよく衝突していた。
弱気な園原のことを見下していたが、彼女が敵軍に殺されそうになった時は助けている。
現在ではシュメルマン配下の撃墜王の1人で、「重撃」の撃墜王。階級は少将。重力を操り、リヒトーの能力を封じ込めることができる天敵。
カウントは「屈服させた敵の数」。カウントの数は122546。
撃墜王という存在に拘っており、廃棄戦争を生き延びた自分たち以外の人間が撃墜王になることを拒む。
シュメルマンの遺伝子を注入しすぎたためか、廃棄戦争中に子供を殺せなかった離人に代わって、自らの手を汚している。そのため、離人と約束をしており、敵を殺し尽くして早く戦争を終わらせようとした。
フィレンダ
声 - 三石琴乃
第13特設軍学校の教官。階級は少尉。おっとりとした性格をしているが、生徒を実験体にしようとするなど危険な思想の持ち主。
暴走するリヒトーに薬を打ち込んで、戦場に投入している。
ロベール=ド=ヴァンヴィッヒ
男性。王立軍三大大将。「風帝」。
カウントは「たった1つの目的を追い続けた数」。カウントの数は130268。
他の三大大将である「雷帝」と「水帝」のバロットを所持して、自らの力として使用している。
アブサイェット = ブレーミャ
女性。元王立軍の四大大将。主に後進の育成などを担当しており、アレクの補佐。
カウントの数は115214。

## 舞台・用語
アルシア
本作の舞台となる王国。生まれた時から何かをカウントすることが義務付けられている「数字」に支配された世界。
数字（カウント）
アルシアに住む全国民が持つ数字(カウント)。身体のどこかに刻まれており、一人一人が何かを数えながら生きると義務づけられている。「0」になるとアビス送りとなって地面に引きずり込まれる。
バロット
アルシア王国軍の一部将校のみが扱える特殊な兵器。個人によって様々な能力を発動することが可能であり、その能力の強弱は自身の持つカウントの大きさで強さが決まる。
所持者のことをバロットホルダーと呼び、アルシアでは違法とされている。
星奪戦
自分のカウントを賭けて行われ、勝者は敗者のカウントを奪い取ることができる。
廃棄戦争
アルシアが成立する300年前に起こり、撃墜王たちが戦争を終結に導いたとされる大戦争。
撃墜王
300年前に起こった廃棄戦争を終結に追い込んだ英雄。300年前から生きているが、一定の年齢以上老いることなく、普通の人ではあり得ないほどの膨大な力を持っている。
膨大な力を出すと、数字(カウント)が遥かに上昇し、感情を抑えきれない殺意を抱いてしまう程、性格も豹変してしまう。
バロットと同期する特殊な手術を施された者たちのことであり、それらで構成された小隊の呼び名。
- 「閃撃」の撃墜王 - リヒトー=バッハ / 坂井 離人
- 「瞬撃」の撃墜王 - 坂井 時風
- 「重撃」の撃墜王 - 道安 武虎
- 「追撃」の撃墜王 - 園原 水花
- 「爆撃」の撃墜王 - アレクサンドロフ=グリゴローヴィッチ
- 「識撃」の撃墜王 - ナナ＝バスーラ
- 「心撃」の撃墜王 - ペレ＝ポポロ

アビス
数字(カウント)が「0」になった者が地面に引きずり込まれる世界。実はかつて起こった廃棄戦争で荒廃した地球であり、アビスへ送られる目的は、支配体制の確立と人口統制である。
議会（アルシング）
アビス送りの際に、地中から対象者を引きずり込もうとする無数の手。原理は不明ながら莫大な力を行使することが出来る『多数決を取る機械』。オリジナルバロットと呼ばれる特殊な装置が投票権になっており、過半数を取ることに強制力を発動させることが可能。妨害する者は容赦無く襲ってくる。
正体は、300年前に起こった廃棄戦争で、宇宙から飛来した生命体である。

## 書誌情報
- 水無月すう『プランダラ』 KADOKAWA〈角川コミックス・エース〉、全21巻
  1. 2015年7月25日発行（同日発売[82]）、ISBN 978-4-04-103329-6
  2. 2015年7月25日発行（同日発売[83]）、ISBN 978-4-04-103330-2
  3. 2015年11月26日発行（同日発売[84]）、ISBN 978-4-04-103331-9
  4. 2016年4月26日発行（同日発売[85]）、ISBN 978-4-04-103913-7
  5. 2016年7月26日発行（同日発売[86]）、ISBN 978-4-04-103914-4
  6. 2016年12月26日発行（同日発売[87]）、ISBN 978-4-04-104877-1
  7. 2017年5月26日発行（同日発売[88]）、ISBN 978-4-04-104878-8
  8. 2017年8月26日発行（同日発売[89]）、ISBN 978-4-04-105995-1
  9. 2018年2月26日発行（同日発売[90]）、ISBN 978-4-04-106562-4
  10. 2018年6月26日発行（同日発売[91]）、ISBN 978-4-04-107048-2
  11. 2018年11月26日発行（同日発売[92]）、ISBN 978-4-04-107612-5
  12. 2019年3月26日発行（同日発売[93]）、ISBN 978-4-04-107613-2
  13. 2019年7月26日発行（同日発売[94]）、ISBN 978-4-04-108694-0
  14. 2019年12月26日発行（同日発売[95]）、ISBN 978-4-04-108696-4
  15. 2020年4月25日発行（同日発売[96]）、ISBN 978-4-04-109336-8
  16. 2020年8月26日発行（同日発売[97]）、ISBN 978-4-04-109337-5
  17. 2021年1月26日発行（同日発売[98]）、ISBN 978-4-04-111102-4
  18. 2021年5月26日発行（同日発売[99]）、ISBN 978-4-04-111381-3
  19. 2021年10月26日発行（同日発売[100]）、ISBN 978-4-04-111828-3
  20. 2022年2月26日発行（同日発売[101]）、ISBN 978-4-04-111829-0
  21. 2022年6月24日発行（同日発売[102]）、ISBN 978-4-04-112633-2

## テレビアニメ
2020年1月から6月までTOKYO MXほかにて放送された。

### スタッフ
- 原作 - 水無月すう[104]
- 監督 - 神戸洋行[104]
- 副監督 - 西片康人[5]
- シリーズ構成 - 鈴木雅詞[104]
- アニメキャラクターデザイン - 高品有桂、福地友樹、福田裕樹[104]
- アクション・エフェクト作監 - 酒井智史、友田政晴[5]
- デザインワークス - 津幡佳明、沼田広[5]
- 美術監督 - 坪井健太[5]
- 美術設定 - 多田周平
- 色彩設計 - 池田ひとみ[5]
- 特殊・2Dワークス - 益子典子
- 撮影監督 - 野澤圭輔[5]
- 編集 - 吉武将人[5]
- 音響監督 - えびなやすのり[5]
- 音響効果 - 倉橋裕宗
- 音楽 - 松本淳一[5]
- 音楽プロデューサー - 穴井健太郎
- 音楽制作 - 日本コロムビア[5]
- プロデューサー - 小倉理絵、Adam Zehner、川本晃生、谷口博康、有水宗治郎、百田英生、松本秀晃
- アニメーションプロデューサー - 今本尚志
- アニメーション制作 - GEEKTOYS[104]
- 製作 - プランダラ製作委員会[5]

### 主題歌
「Plunderer」
伊藤美来による第1クールオープニングテーマ。作詞は許瑛子、作曲は大畑拓也、編曲は岸田勇気。
「孤高の光 Lonely dark」
伊藤美来による第2クールオープニングテーマ。作詞は許瑛子、作曲は間瀬公司、編曲は中畑丈治。
「Countless days」
陽菜（本泉莉奈）による第1クールエンディングテーマ。作詞は三浦誠司、作曲および編曲は奥田もとい。
「Reason of Life」
陽菜（本泉莉奈）、リィン（小澤亜李）、ナナ（伊藤静）による第2クールエンディングテーマ。作詞は荘野ジュリ、作曲・編曲は坪田修平。

### 各話リスト
| 話数   | サブタイトル       | 脚本     | 絵コンテ        | 演出       | 作画監督 | 総作画監督                                     | 初放送日      |
| ------ | ------------------ | -------- | --------------- | ---------- | --- | ---------------------------------------------- | ------------- |
| 第1話  | 伝説の撃墜王       | 鈴木雅詞 | 森本育郎        | 土屋浩幸   | 三好和也 田津奈々子 沼田広 小澤円 飯飼一幸 片山敬介 | 津幡佳明 輿石暁                                | 2020年 1月9日 |
| 第2話  | だいっきらい！     | 鈴木雅詞 | 祝浩司          | 西片康人   | 田津奈々子 沼田広 小澤円 池谷祥明 三好和也 片山敬介 | 津幡佳明 輿石暁                                | 1月16日       |
| 第3話  | 制服だから仕方ない | 村上深夜 | 吉田英俊        | 黒田晃一郎 | 今泉竜太 谷口繁則 平野翔 迎千葉瑠 森谷春樹 | 福地友樹 津幡佳明                              | 1月23日       |
| 第4話  | 違法所持者         | 小鹿りえ | 森本育郎        | 宮原秀二   | 飯飼一幸 菊池功一 池谷祥明 田津奈々子 はっとりますみ | 輿石暁 福地友樹                                | 1月30日       |
| 第5話  | 謝るな、謝れ       | 小鹿りえ | 齋藤哲人        | 宮田亮     | 飯塚葉子 南伸一郎 丸英男 李慶 吴晓伟 尤茜 | 輿石暁 津幡佳明 福地友樹 福田裕樹              | 2月6日        |
| 第6話  | 勘                 | 鈴木雅詞 | 林宏樹          | 日下直義   | 日下岳史 丹波恭利 宮本武史 西本成司 | 福地友樹 田津奈々子 津幡佳明 輿石暁            | 2月13日       |
| 第7話  | 美味かったよ       | 鈴木雅詞 | 祝浩司          | 奥野浩行   | 今泉竜太 河本華穂 谷口繁則 平野翔 迎千葉瑠 森谷春樹 | 福地友樹 田津奈々子 津幡佳明 輿石暁            | 2月20日       |
| 第8話  | アビスの悪魔       | 小鹿りえ | 麦馬なみ        | 宮原秀二   | 飯飼一幸 菊池功一 | 福地友樹 田津奈々子 津幡佳明 輿石暁            | 2月27日       |
| 第9話  | プランダラ         | 鈴木雅詞 | 祝浩司          | 土屋浩幸   | はっとりますみ 山田龍 三好和也 小澤円 服部憲知 水﨑健太 | 福地友樹 田津奈々子 福田裕樹                   | 3月5日        |
| 第10話 | 本気               | 鈴木雅詞 | 吉田英俊        | 花上将吾   | はっとりますみ 監物ケビン雄太 池谷祥明 山田龍 松尾優 沼田広 阿部安佳里 佐藤愛架 さのえり 中澤勇一 杉村友和 管振宇 服部憲知 澤井真紀 輿石暁 津幡佳明 田津奈々子 つむぎ作画技術研究所 鉄人動画 Big Owl Revival | 花上将吾                                       | 3月12日       |
| 第11話 | とっておき         | 小鹿りえ | 森本育郎        | 日下直義   | 柳瀬雄之 関口雅浩 津熊健徳 | 福田裕樹 田津奈々子                            | 3月19日       |
| 第12話 | 入校式             | 鈴木雅詞 | 齋藤哲人 祝浩司 | 友田政晴   | 監物ケビン雄太 沼田広 池谷祥明 阿部安佳里 佐藤愛架 澤井真紀 高田和典 山田龍 | 津幡佳明 田津奈々子 輿石暁 福地友樹            | 4月2日        |
| 第13話 | 腹いっぱい         | 鈴木雅詞 | 祝浩司          | 加藤顕     | 飯飼一幸 小野晃 菊池功一 田中みどり 水野友美子 | 福地友樹 田津奈々子 輿石暁 津幡佳明 水野友美子 | 4月9日        |
| 第14話 | 7分12秒            | 鈴木雅詞 | 森本育郎        | 奥野浩行   | 今泉竜太 谷口繁則 平野翔 迎千葉瑠 森谷春樹 奥野浩行 | 福地友樹 田津奈々子 輿石暁 津幡佳明 水野友美子 | 4月16日       |
| 第15話 | 殺さない軍隊       | 村上深夜 | 松浦直紀        | 松浦直紀   | 谷口繁則 日下岳史 宮本武史 島崎望 大西貴子 丸山翔子 高田和典 佐々木一浩 杉村友和 山田龍 服部憲知 中澤勇一 ティアトライブ Big Owl Revival STUDIO MASSKET                                                      | 田津奈々子 津幡佳明 輿石暁 水野友美子          | 4月23日       |
| 第16話 | 廃棄するための戦争 | 鈴木雅詞 | 吉田英俊        | 土屋浩幸   | 三好和也 はっとりますみ 管振宇 服部憲知 杉村友和 金到暎 スダジオレオ | 津幡佳明 清丸悟 輿石暁 田津奈々子              | 4月30日       |
| 第17話 | 閃撃の撃墜王       | 小鹿りえ | 祝浩司          | 友田政晴   | 福江光恵 友田政晴 服部憲知 杉村友和 沼田広 金到暎 山田龍 ふたふさ 申榮淳 吉岡敏幸 | 津幡佳明 輿石暁 田津奈々子 清丸悟 水野友美子   | 5月7日        |
| 第18話 | アルシア誕生       | 小鹿りえ | 森本育郎        | 加藤顕     | 菊池功一 飯飼一幸 金到暎 | 水野友美子 津幡佳明 輿石暁                     | 5月14日       |
| 第19話 | 浮気               | 村上深夜 | 齋藤哲人 祝浩司 | 奥野浩行   | 吉岡敏幸 申榮淳 櫻井拓郎 澤井真紀 沼田広 山田龍 光の園アニメーション ギークトイズ大阪スタジオ | 津幡佳明 清丸悟 輿石暁                         | 5月21日       |
| 第20話 | 雨                 | 小鹿りえ | 松浦直紀        | 松浦直紀   | 張昀 毛応星 | 清丸悟 田津奈々子 水野友美子 津幡佳明          | 5月28日       |
| 第21話 | 父親               | 小鹿りえ | 祝浩司          | 加藤顕     | 顧宏雨 胡曉芳 孫玉萍 金到暎 服部憲知 沼田広 セブンシーズ Big Owl スダジオレオ Revival 寿門堂 | 津幡佳明 田津奈々子 輿石暁 永作友克            | 6月4日        |
| 第22話 | 約束               | 村上深夜 | 森本育郎        | 奥野浩行   | 桜井木ノ実 金海淑 南伸一郎 花輪美幸 服部憲知 重松晋一 寿門堂 | 津幡佳明 田津奈々子 輿石暁 永作友克            | 6月11日       |
| 第23話 | 許さない           | 鈴木雅詞 | 祝浩司          | 土屋浩幸   | 服部憲知 服部益実 松尾優 山田龍 金海淑 澤井真紀 櫻井拓郎 飯飼一幸 菊永千里 菊池政芳 海保仁美 藤田真弓 宮野健 畠山元 Park sang-ho                                                                             | 津幡佳明 清丸悟 輿石暁 田津奈々子 永作友克     | 6月18日       |
| 第24話 | 私の撃墜王         | 鈴木雅詞 | 森本育郎        | 神戸洋行   | 澤井真紀 中山智貴 沼田広 山田龍 | 神戸洋行 清丸悟                                | 6月25日       |

### 放送局
| 放送期間                | 放送時間                     | 放送局     | 対象地域 | 備考                      |
| ----------------------- | ---------------------------- | ---------- | -------- | ------------------------- |
| 2020年1月9日 - 6月25日  | 木曜 1:05 - 1:35（水曜深夜） | TOKYO MX   | 東京都   |                           |
|                         |                              | KBS京都    | 京都府   |                           |
|                         | 木曜 1:30 - 2:00（水曜深夜） | サンテレビ | 兵庫県   |                           |
|                         | 木曜 2:35 - 3:05（水曜深夜） | テレビ愛知 | 愛知県   |                           |
|                         | 木曜 23:00 - 23:30           | BS11       | 日本全域 | BS放送 / 『ANIME+』枠     |
| 2020年1月10日 - 6月26日 | 金曜 23:00 - 23:30           | AT-X       | 日本全域 | CS放送 / リピート放送あり |

| 配信開始日    | 配信時間        | 配信サイト |
| ------------- | --------------- | --- |
| 2020年1月8日  | 水曜 23:00 更新 | dアニメストア |
| 2020年1月15日 | 水曜 更新       | Amazonプライム・ビデオ Netflix Hulu バンダイチャンネル U-NEXT アニメ放題 ビデオパス J:COMオンデマンド ひかりTV AbemaTV GYAO! niconico FOD Rakuten TV ビデオマーケット DMM動画 HAPPY!動画 MOVIEFULL |

### BD
| 巻 | 発売日        | 収録話          | 規格品番  |
| -- | ------------- | --------------- | --------- |
| 1  | 2020年3月25日 | 第1話 - 第6話   | KAXA-7891 |
| 2  | 2020年4月24日 | 第7話 - 第12話  | KAXA-7892 |
| 3  | 2020年7月29日 | 第13話 - 第18話 | KAXA-7893 |
| 4  | 2020年8月26日 | 第19話 - 第24話 | KAXA-7894 |

### Webラジオ
リヒトー＝バッハ役の中島ヨシキと陽菜役の本泉莉奈によるWebラジオ『プランダラジオ』が、2020年1月7日から7月7日まで音泉にて隔週火曜に配信。